# Sławomir Sosnowski
Sławomir Antoni Sosnowski (ur. 9 kwietnia 1957 w Radzyniu Podlaskim) – polski polityk i samorządowiec, członek zarządu województwa lubelskiego (2005–2006, 2008–2018), w okresie 2008–2014 w randze wicemarszałka, a w latach 2014–2018 jako marszałek województwa.

## Życiorys
Ukończył technikum w Radzyniu Podlaskim, a w 1983 studia na Akademii Rolniczej w Lublinie. Został również absolwentem studiów podyplomowych z organizacji i zarządzania w oświacie oraz z przedsiębiorczości. W latach 1986–1990 był nauczycielem w Zespole Szkół Rolniczych w Woli Osowińskiej. Od 1999 do 2003 zajmował stanowisko dyrektora tej szkoły.
W 1985 wstąpił do Zjednoczonego Stronnictwa Ludowego, następnie został działaczem Polskiego Stronnictwa Ludowego. W latach 1990–1998 był radnym i członkiem zarządu gminy Borki. W 2002 zasiadł w Sejmiku Województwa Lubelskiego. Od marca 2003 do sierpnia 2005 był jego wiceprzewodniczącym. Od 29 sierpnia 2005 do 1 grudnia 2006 zasiadał w zarządzie województwa. W latach 2003–2006 pełnił także funkcję wicekuratora oświaty w Lublinie. W 2006 został wybrany na kolejną kadencję do sejmiku. W 2007 bez powodzenia kandydował do Senatu. 28 stycznia 2008 powołano go na urząd wicemarszałka w nowo wybranym zarządzie województwa. W 2010 uzyskał reelekcję w wyborach wojewódzkich, pozostał także w zarządzie jako wicemarszałek. W 2014 bezskutecznie kandydował do Parlamentu Europejskiego. 24 czerwca tego samego roku objął urząd marszałka województwa. W wyborach samorządowych w 2014 ponownie został radnym samorządu województwa, a 1 grudnia 2014 po raz kolejny marszałkiem lubelskim. W 2018 utrzymał mandat radnego na kolejną kadencję. 21 listopada tegoż roku zakończył urzędowanie na stanowisku marszałka. W 2019 bez powodzenia kandydował z ramienia PSL do Senatu, a w 2023 z listy współtworzonej przez ludowców Trzeciej Drogi do Sejmu. W 2024 uzyskał mandat radnego sejmiku VII kadencji. W tym samym roku startował również w wyborach europejskich.

## Życie prywatne
Żonaty z Anną (rolniczką z Krasewa), ma czworo dzieci (Marcina, Agnieszkę, Katarzynę i Paulinę).

## Odznaczenia
W 2017 otrzymał Medal za Zasługi dla Policji.